# Gonaporus
Gonaporus — род дорожных ос (Pompilidae).

## Распространение
Палеарктика. Европа: Канарские острова, Северная Африка, Ближний Восток, Центральная Азия) и Афротропика (Экваториальная Гвинея). 
В Европе 1 вид.

## Описание
Длина от 5 до 10 мм. Охотятся и откладывают яйца на пауков, которых парализуют с помощью жала. Личинки эктопаразитоиды пауков. Основание усиков расположено ближе к наличнику, чем к глазку. Коготки равномерно изогнутые. Вершина средней и задней голеней помимо шпор несёт шипы разной длины. Верх задних бёдер с 1-5 предвершинными короткими прижатыми шипиками.

## Классификация
- Gonaporus alfierii Priesner, 1955 — Канарские острова, Ближний Восток.
- Gonaporus ecbatanus Wolf, 1990
- Gonaporus emiratus I. Zonstein & Wahis, 2015
- Gonaporus gracilis (Klug, 1834)
- Gonaporus israelicus (Wolf, 1990)
- Gonaporus jaziratensis Wahis & I. Zonstein, 2015
- Gonaporus maureanus  Wolf, 1990
- Gonaporus mirabilis  I. Zonstein & Wahis, 2015
- Gonaporus omanicus  Wolf, 1990
- Gonaporus setitarsus  I. Zonstein & Wahis, 2015
- Gonaporus simulator  Wahis & I. Zonstein, 2015
- Gonaporus spinosissimus  Wahis & I. Zonstein, 2015